# Anisopleura qingyuanensis
Anisopleura qingyuanensis là loài chuồn chuồn trong họ Euphaeidae (Epallagidae). Loài này được Zhou mô tả khoa học đầu tiên năm 1982.